# División de Honor Oro femenina de balonmano
La División de Honor Oro femenina de balonmano es el segundo nivel en el sistema de ligas de balonmano femenino de España. Hasta 2010 se denominaba Primera División, y entre 2010 y 2022 División de Honor Plata.

## Formato
Antes de la temporada 2022-23 esta liga se llamaba División de Honor Plata Femenina de Balonmano, Sin embargo, con el renombramiento de la categoría, se hicieron también cambios en la estructura competitiva. La antigua estructura competitiva de cuatro grupos fue adoptada por la División de Honor Plata Femenina de Balonmano.
La Liga cuenta con un único grupo que consta de 14 equipos que se enfrentan entre sí a doble vuelta.
- Ascenderán a la División de Honor los dos equipos primeros clasificados.[1]
- Se jugará en formato de liga, todos contra todos, a ida y vuelta.

- Descenderán a División de Honor Plata[2] los 2 equipos clasificados en último y penúltimo lugar de la fase regular.

## Jugadoras destacadas
En esta categoría han destacado jugadoras que posteriormente llegaron a ser internacionales con la selección femenina de balonmano de España como Amaia González de Garibay (integrante del Aula Cultural Viveros Herol que consiguió subir a División de Honor Femenina en 2013), Sole López (jugadora del Asisa Málaga Costa del Sol que logró el ascenso en 2014), Irene Espínola (consiguió el ascenso en 2013 con el Adesal La Fuensanta y en 2015 con el Jofemesa Oviedo) o Eli Cesáreo, que despuntó con el Handbol Sant Vicenç en la temporada 2016-2017 marcando 83 goles siendo todavía juvenil.

## Historial
| Temporada | Grupos | Equipos | Ascienden a División de Honor Femenina                          |
| --------- | ------ | ------- | --------------------------------------------------------------- |
| 2022-2023 | 1      | 12      | Lobas Global ATAC Oviedo y Elda Prestigio                       |
| 2023-2024 | 1      | 12      | Balonmano Morvedre, Grafometal La Rioja y Zuazo femenino        |
| 2024-2025 | 1      | 14      | Zonzamas Plus Car Lanzarote, Cicar Lanzarote Ciudad de Arrecife |

Antes de la temporada 2022-2023 la segunda competición se denominaba División de Honor Plata y tiene el siguiente palmarés.

### Historial antes de la temporada 2022-2023
| Temporada | Grupos | Equipos | Ascienden a División de Honor Femenina                                     |
| --------- | ------ | ------- | -------------------------------------------------------------------------- |
| 2010-11   | 2      | 28      | Feve Gijón y BM Porriño*                                                   |
| 2011-12   | 2      | 26      | Handbol Esportiu Castelldefels y Mecalia Atlético Guardés                  |
| 2012-13   | 2      | 20      | Adesal La Fuensanta y Aula Cultural Viveros Herol                          |
| 2013-14   | 4      | 37      | BM Granollers y Asisa Málaga Costa del Sol                                 |
| 2014-15   | 4      | 40      | Jofemesa Oviedo y Aiala Zarautz                                            |
| 2015-16   | 4      | 46      | Mavi Nuevas Tecnologías y Base Villaverde                                  |
| 2016-17   | 4      | 53      | ANTS:BFIT-Muchoticket y Castellón                                          |
| 2017-18   | 4      | 56      | Morvedre y Helvetia Alcobendas                                             |
| 2018-19   | 4      | 56      | Salud Tenerife                                                             |
| 2019-20   | 4      | 56      | Lanzarote Puerto del Carmen, Atlántico Pereda, Morvedre y Adesal Córdoba** |
| 2021-22   | 4      | 56      | Beti Onak y Grafometal La Rioja                                            |

* El Kukullaga Etxebarri también ascendió por la renuncia de Monóvar Urbacasas y Vícar Goya Koppert.
** El San José Obrero Lanzarote también ascendió por la renuncia del Helvetia Alcobendas.

## Máximas goleadoras
| Temporada | Jugadora                   | País              | Goles | Equipo                     |
| --------- | -------------------------- | ----------------- | ----- | -------------------------- |
| 2022-2023 | Alexandrina Cabral Barbosa | Bandera de España | 179   | Club Balonmano Morvedre    |
| 2023-2024 | Marta Ontiveros Campos     | Bandera de España | 168   | Costa de Almería Roquetas  |
| 2024-2025 | Antía Seijo Castro         | Bandera de España | 175   | Solimusis Events Carballal |

### Historial antes de la temporada 2022-2023
| Temporada | Jugadora                           | País              | Goles | Equipo                                 |
| --------- | ---------------------------------- | ----------------- | ----- | -------------------------------------- |
| 2015-16   | Nerea Nieto                        | Bandera de España | 197   | Base Villaverde                        |
| 2016-17   | Sandra Azcona                      | Bandera de España | 232   | Loizaga Construcciones Castro Urdiales |
| 2017-18   | Sara Hernández                     | Bandera de España | 232   | Ikersa Urci Almería                    |
| 2018-19   | Sara Hernández                     | Bandera de España | 244   | Ikersa Urci Almería                    |
| 2019-20   | Noelia López                       | Bandera de España | 193   | BM Castellón                           |
| 2020-21   | María Sancha                       | Bandera de España | 198   | Cleba                                  |
| 2021-22   | María Paula Fernández Estigarribia | Bandera de España | 201   | Unión Financiera                       |

* Solamente se tienen en cuenta los goles marcados durante la Liga regular.